# Dolichoderus clarki
Dolichoderus clarki é uma espécie de formiga do gênero Dolichoderus.